# Zakład Termicznego Przekształcania Odpadów w Krakowie
Zakład Termicznego Przekształcania Odpadów, Ekospalarnia Kraków (ZTPO) – spalarnia odpadów, elektrociepłownia wytwarzająca energię ze spalania odpadów komunalnych, znajdująca się w Krakowie, w dzielnicy XVIII Nowa Huta przy ulicy Jerzego Giedroycia 23, w Mogile.

## Historia
Obiekt powstał z inicjatywy Gminy Miejskiej Kraków jako część projektu działającego pod nazwą „Program gospodarki odpadami komunalnymi w Krakowie”. Celem projektu była poprawa gospodarki odpadami komunalnymi oraz zwiększenie efektywności energetycznej miasta. Koncepcja architektoniczno-urbanistyczna elektrociepłowni została opracowana przez zespół składający się z Michała Tellera, Filipa Łapińskiego, Bogusława Wowrzeczka oraz Jakuba Baczyńskiego.
Pierwsze przygotowania do realizacji projektu rozpoczęto już w 2008 roku, kiedy to miasto podjęło decyzję o zawarciu pre-umowy z Narodowym Funduszem Ochrony Środowiska i Gospodarki Wodnej, który zobowiązał się do sfinansowania budowy elektrociepłowni. Ta decyzja była kluczowa dla dalszego rozwoju projektu, umożliwiając jego realizację. W tym samym roku rolę realizatora zadania powierzono spółce akcyjnej Krakowski Holding Komunalny.
6 listopada 2013 roku rozpoczęto budowę elektrociepłowni przy ulicy Jerzego Giedroycia 23. Wykonawcą obiektu było przedsiębiorstwo Posco Engineering & Construction Co., które współpracowało ze spółką LTD Oddział w Krakowie. W 2015 roku, po zakończeniu głównych prac budowlanych, wydane zostało pozwolenie na użytkowanie zakładu. Następnie w 2016 roku, po przeprowadzeniu serii testów operacyjnych, elektrociepłownia oficjalnie rozpoczęła działalność.
W 2020 roku zakład przekształcił blisko 225 tysięcy ton odpadów komunalnych. W 2021 roku podpisana została umowa na zainstalowanie w zakładzie instalacji odzysku ciepła z powstałych spalin. Montaż instalacji zakończono w 2023 roku i w tym samym roku rozpoczęła ona pracę. Wówczas zapowiedziano również plany dotyczące stworzenia instalacji pozwalającej na wytwarzanie wodoru, który miałby być wykorzystywany do napędzania śmieciarek oraz autobusów miejskiej komunikacji.
Elektrociepłownia pozwala na wytwarzanie energii ze spalających się odpadów komunalnych, co przyczynia się do zmniejszenia ilości odpadów trafiających na składowiska oraz do produkcji energii elektrycznej i ciepła dla mieszkańców Krakowa. 
Zakład przyjmuje jedynie śmieci pochodzące z terenu Gminy Miejskiej Kraków.
W 2016 roku Sejmik Województwa Małopolskiego nadał obiektowi status Regionalnej Instalacji Przetwarzania Odpadów. W 2017 roku, w ramach projektu „Pasieka Kraków” obok zakładu wybudowano pasiekę pszczelą, która wytwarza miód.
W 2023 roku zarząd obiektu podjął decyzję o jego rozbudowie, obejmującej stworzenie Zakładu Oczyszczania Energii. Zakończenie tej inwestycji zaplanowano na 2027 rok.
Właścicielem i zarządcą Zakładu Termicznego Przekształcania Odpadów jest spółka akcyjna Krakowski Holding Komunalny.

## Opis pracy
Do zakładu transportowane są głównie odpady niesegregowane oraz inne odpady pochodzące z mechanicznej obróbki, co obejmuje odpady z gospodarstw domowych, a także odpady przemysłowe, które nie zostały posegregowane. Spalanie odpadów odbywa się w sposób ciągły. Spalane około 28 ton śmieci w czasie godziny.
Zakład monitoruje powstałe spaliny, zapewniając zgodność ich parametrów z normami ochrony środowiska oraz bezpieczeństwa pracy.
Elektrociepłownia pozwala na termiczne przekształcenie około 245 tysięcy ton odpadów komunalnych zmieszanych rocznie. Stanowią one około 90% wszystkich śmieci zmieszanych powstałych na terenie Gminy Miejskiej Kraków. Proces termicznego przekształcania odpadów polega na ich spalaniu w wysokiej temperaturze, co prowadzi do redukcji ich objętości i masy oraz umożliwia odzyskanie energii zawartej w odpadach.
W wyniku spalania odpadów powstaje energia elektryczna w ilości około 65 tysięcy MWh rocznie oraz energia cieplna w ilości około 280 tysięcy MWh rocznie. Ciepło i prąd są następnie przesyłane do sieci elektrycznych i ciepłowniczych w mieście. Dzięki temu, zakład przyczynia się do zmniejszenia zużycia paliw kopalnych oraz redukcji emisji gazów cieplarnianych. Elektrociepłownia w 2017 roku otrzymała tzw. Zielony certyfikat wydawany przez Urząd Regulacji Energetyki. Elektrociepłownia w Krakowie otrzymała jako pierwsza w Polsce takowy certyfikat.
Kubatura całego obiektu wynosi 386 397 m3. Komin spalinowy zakładu ma 70 metrów wysokości.

## Nagrody
Zakład Termicznego Przekształcania Odpadów został laureatem kilku nagród architektonicznych. W 2015 roku zakład został uhonorowany nagrodą Stowarzyszenia Architektów Polskich (SARP) w kategorii „Obiekt użyteczności publicznej – inne obiekty”. W 2017 roku firma Prochem SA uczestnicząca w projektowaniu za opracowanie koncepcji elektrociepłowni, otrzymała nagrodę „Projekt Inżynierski Roku”. W tym samym roku cały Zakład Termicznego Przekształcania Odpadów otrzymał nominację do Europejskiej Nagrody Architektonicznej im. Miesa van der Rohego.

## Działalność edukacyjna
Zakład Termicznego Przekształcania Odpadów w Krakowie prowadzi również działalność edukacyjną, której celem jest zwiększanie świadomości ekologicznej oraz propagowanie wiedzy na temat technologii termicznego przekształcania odpadów komunalnych.  Działalność edukacyjna realizowana jest przede wszystkim za pomocą specjalnie zaprojektowanej ścieżki edukacyjnej, która znajduje się w budynku zakładu.